# Ignaz Heinitz von Heinzenthal
Ignaz Heinitz von Heinzenthal (1657 Vienne - 1742 Vienne) est un peintre autrichien de la période baroque.

## Biographie
Ignaz Heinitz von Heinzenthal a peint les fresques de la chapelle du 
château de Vranov nad Dyjí
situé à Vranov nad Dyjí en Moravie.
Dans son autoportrait de 1742 exposé au Wien Museum Karlplatz, il se représente en pèlerin avec des coquilles Saint-Jacques cousues sur le chapeau et les épaules ainsi qu'une gourde et un chapelet autour du cou.